# ورزشگاه ملی ژاپن
ورزشگاه ملی ژاپن (انگلیسی: New National Stadium) یک ورزشگاه چندمنظوره در توکیو، ژاپن است. این ورزشگاه به عنوان استادیوم اصلی و همچنین محل افتتاحیه و اختتامیه بازی‌های المپیک تابستانی ۲۰۲۰ استفاده شد. همچنین جهت برگزاری مسابقات تعدادی از رشته‌های ورزشی در همین المپیک استفاده شد.
عملیات تخریب ورزشگاه ملی المپیک قدیمی در ماه مه سال ۲۰۱۵ به اتمام رسید. سپس عملیات ساخت و ساز ورزشگاه جدید در همان محل در تاریخ ۱۱ دسامبر ۲۰۱۶ آغاز گردید.
برنامه‌های تکمیلی ورزشگاه جدید توسط نخست‌وزیر ژاپن، شینزو آبه در ژوئیه ۲۰۱۵ تأیید شد. پس از یک اعتراض عمومی به دلیل هزینه‌های زیاد ساختمانی در این طرح، نخست‌وزیر این طرح را رد کرد. قرار بود جام جهانی راگبی ۲۰۱۹ نیز در این ورزشگاه برگزار شود که به دلیل آماده نبودن ورزشگاه در آن تاریخ این طرح رد شد. کنگو کوما، معمار ژاپنی، طرح جدیدی را برای ورزشگاه ارائه داد که در دسامبر ۲۰۱۵ برگزیده شد. این ورزشگاه در ۲۱ دسامبر ۲۰۱۹ افتتاح شده‌است

## تاریخچه
وقتی پیشنهاد میزبانی توکیو برای المپیک ۲۰۲۰ قبول شد، صحبت‌هایی در رابطه با بازسازی ورزشگاه ملی المپیک توکیو به میان آمد؛ زیرا مراسم افتتاحیه و اختتامیه و انجام یکسری از مسابقات در این ورزشگاه صورت خواهد گرفت.
این مطلب در فوریه ۲۰۱۲ تأیید شد که ورزشگاه تخریب و بازسازی خواهد شد و به هزار میلیارد پوند اعتبار نیاز خواهد داشت. در نوامبر ۲۰۱۲ ماکت و طرح کامپیوتری این ورزشگاه بر اساس طرحی از زها حدید، معمار عراقی، ارائه شد. در سال ۲۰۱۵ ورزشگاه تخریب شد و قرار شد که ورزشگاه جدید تا مارس ۲۰۱۹ افتتاح شود. قرار بود در ورزشگاه جدید در المپیک ۲۰۲۰ ورزش‌های دو و میدانی، راگبی و فوتبال و همچنین افتتاحیه و اختتامیه مراسم برگزار شود.

## تصاویر

### ساخت‌وساز

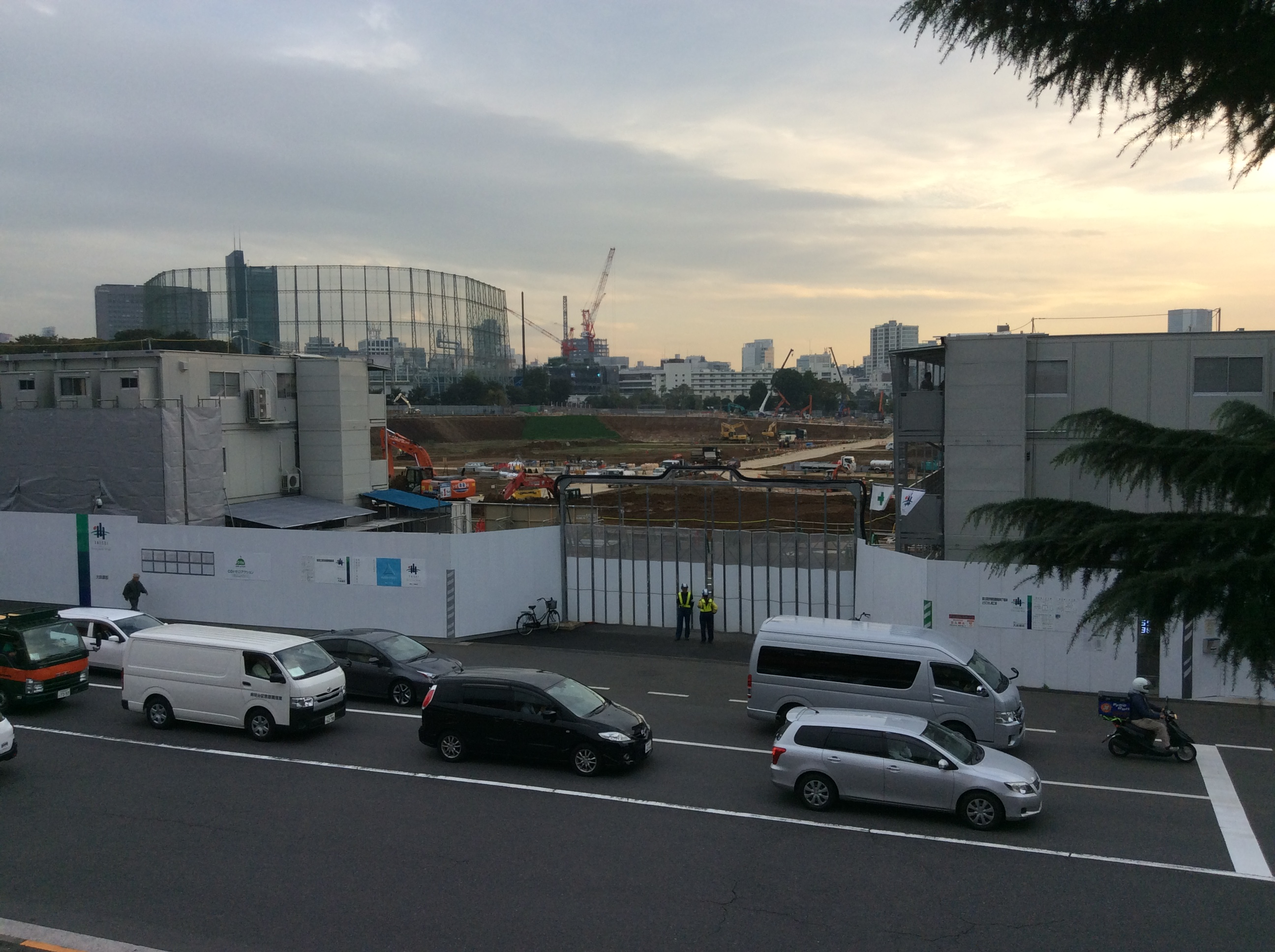
November 2016 Empty space of the stadium before construction
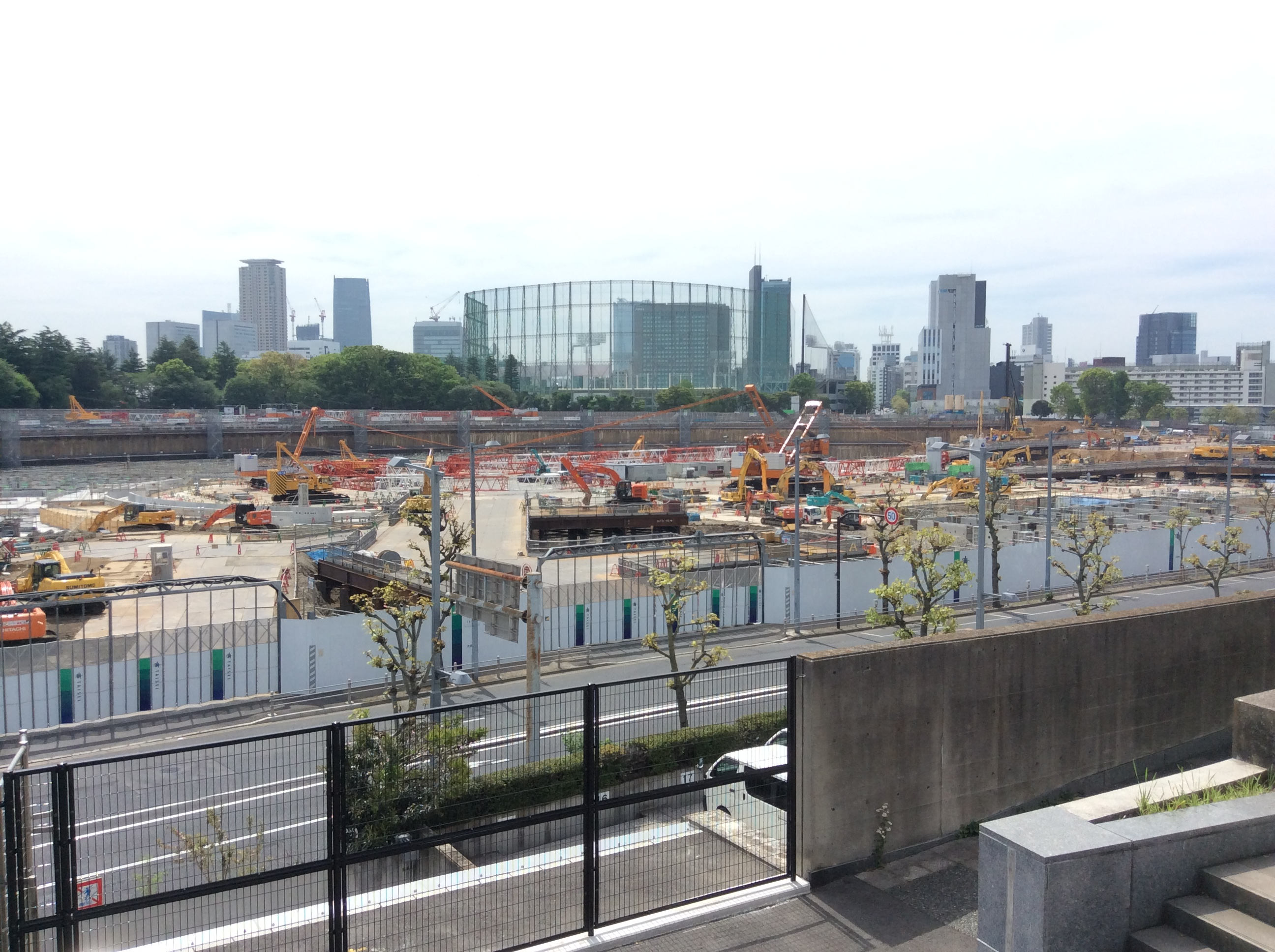
May 2017
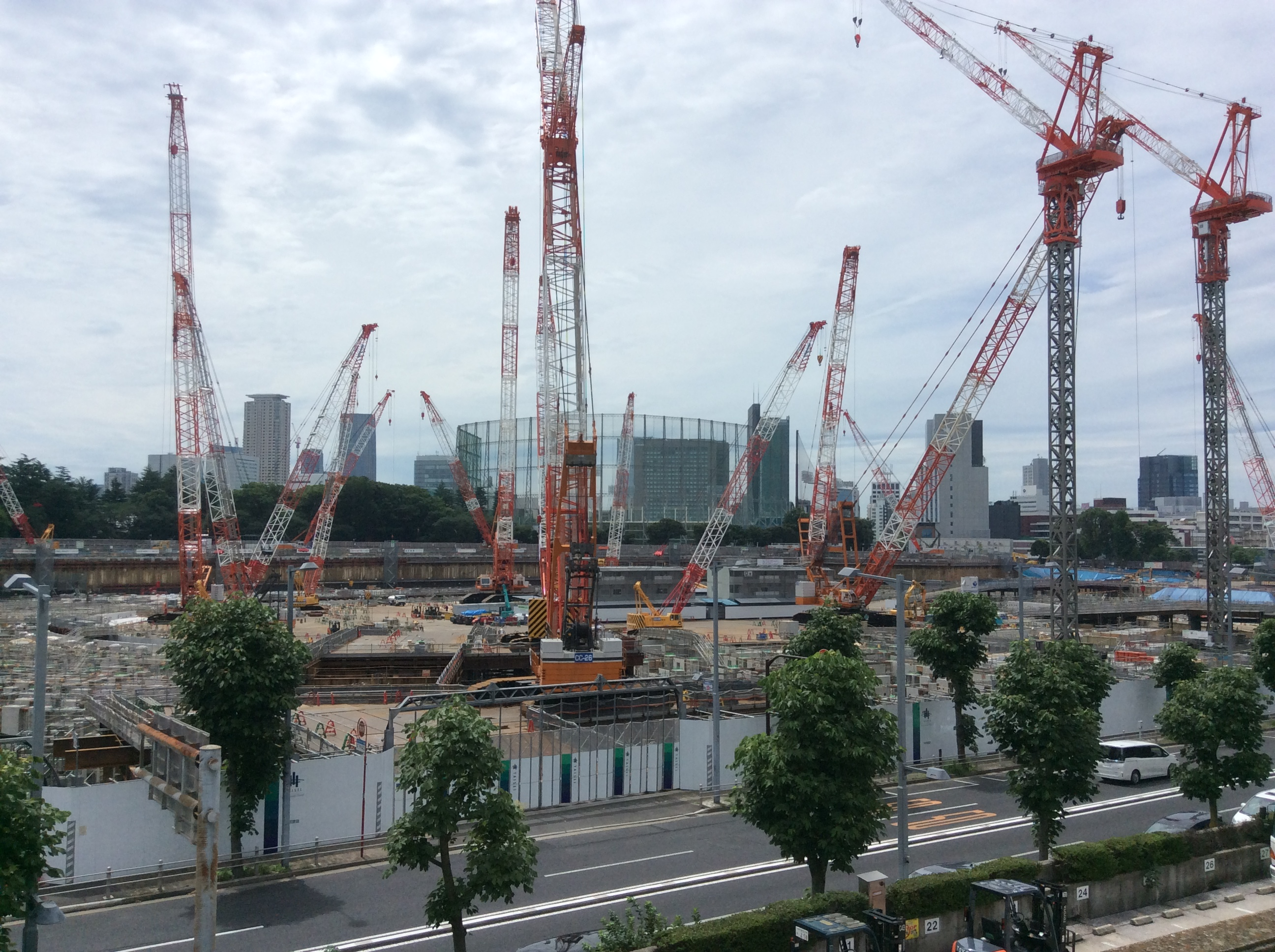
July 2017
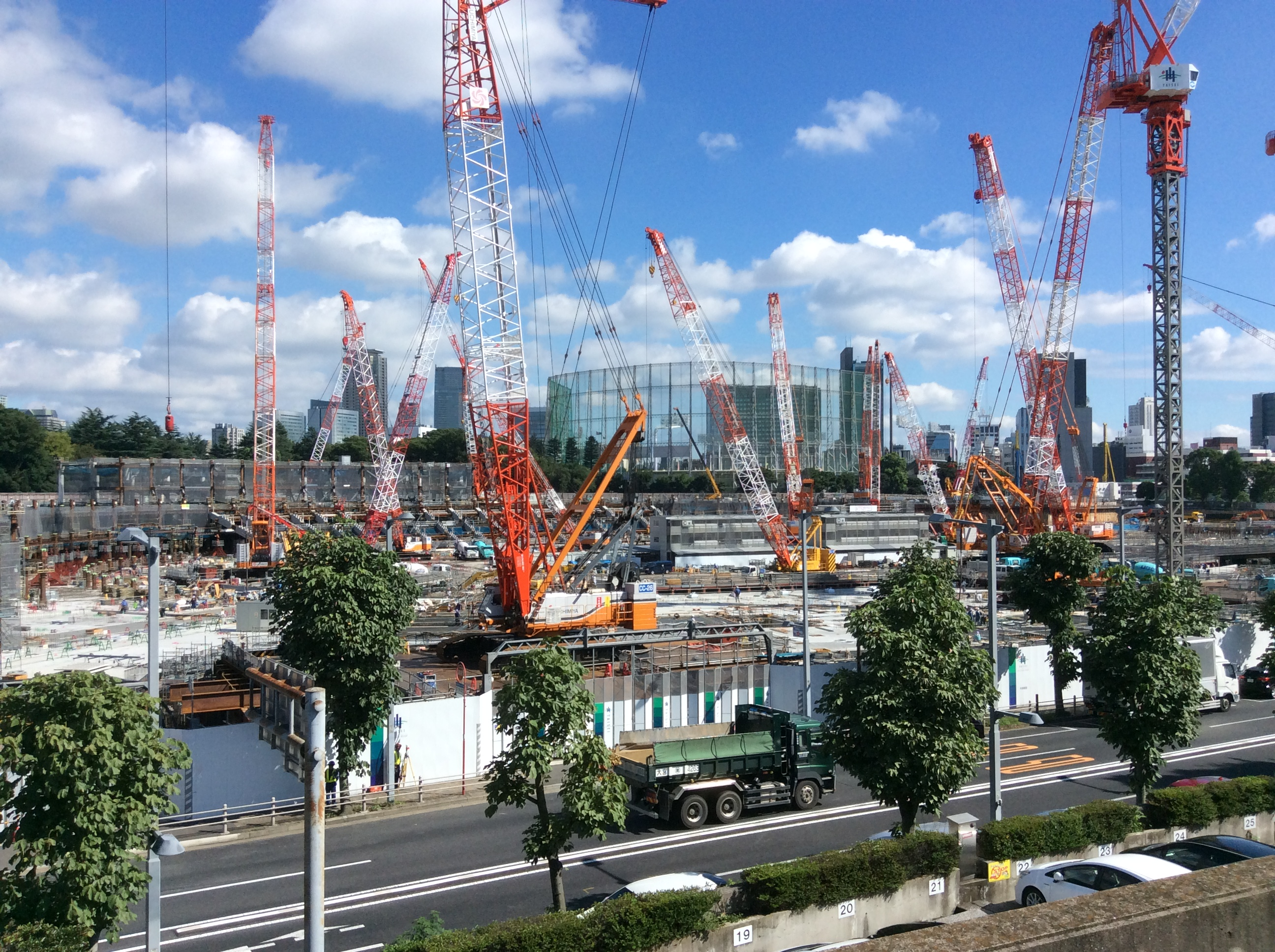
September 2017
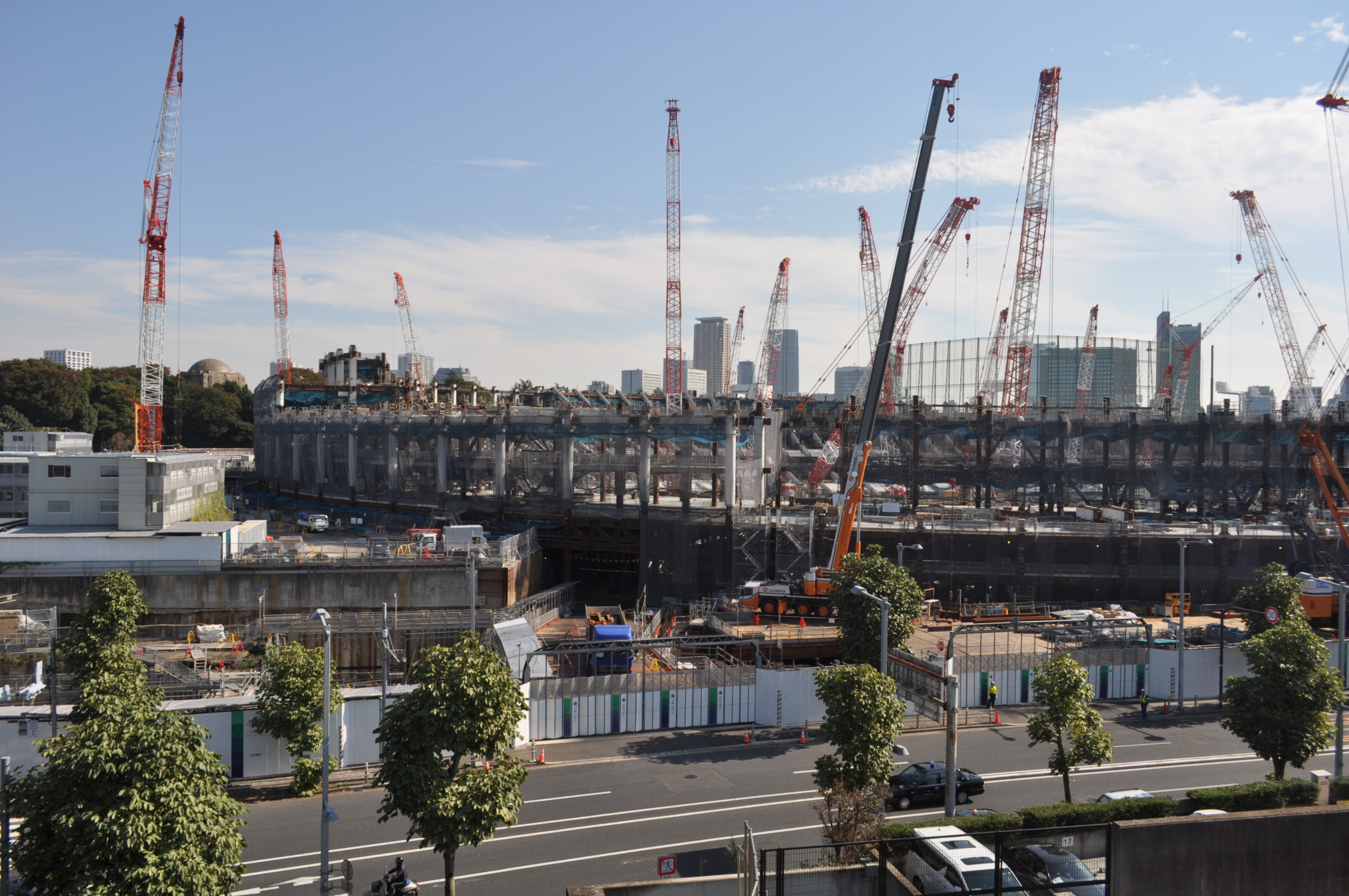
November 2017
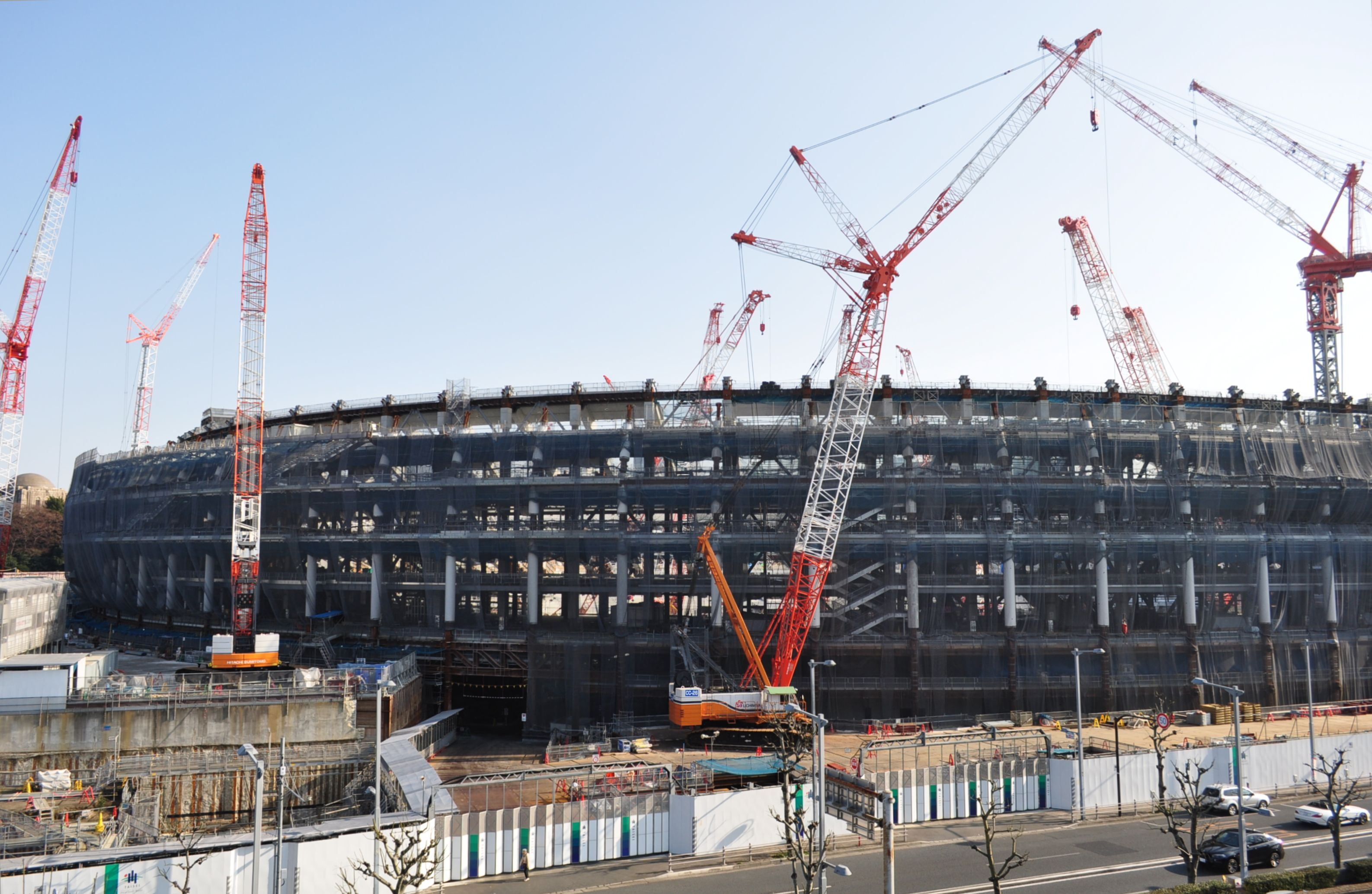
January 2018
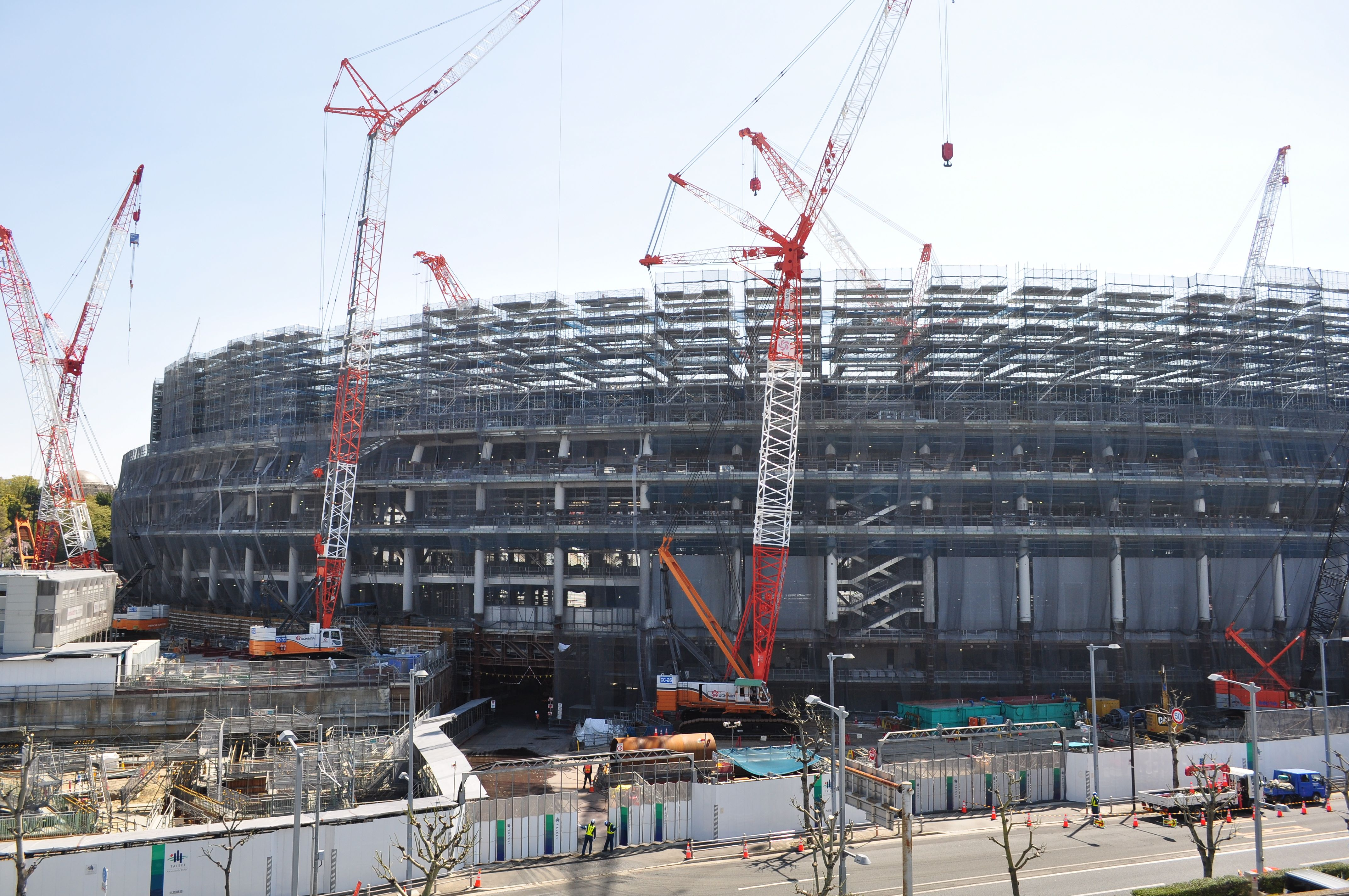
March 2018

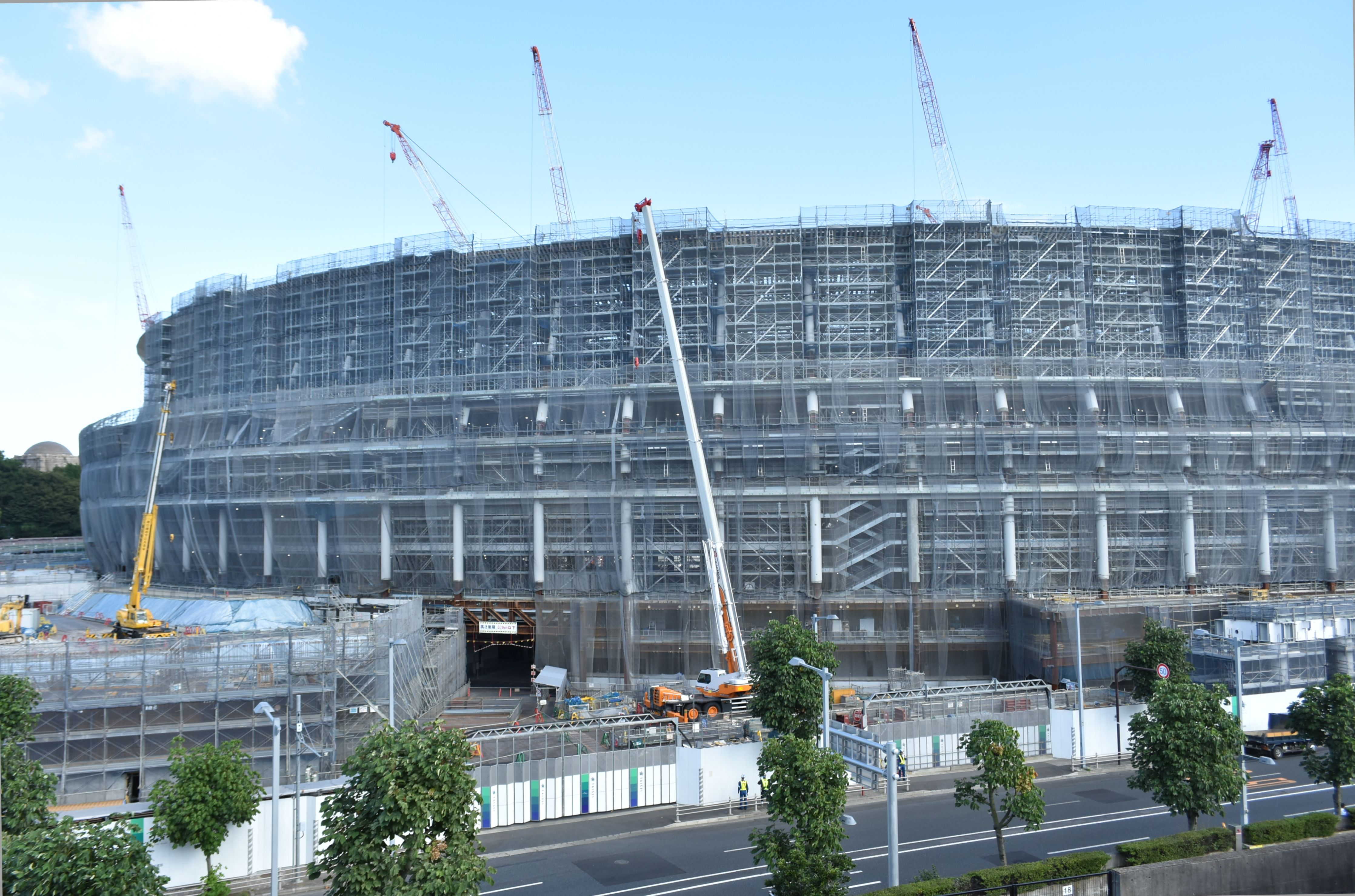
August 2018
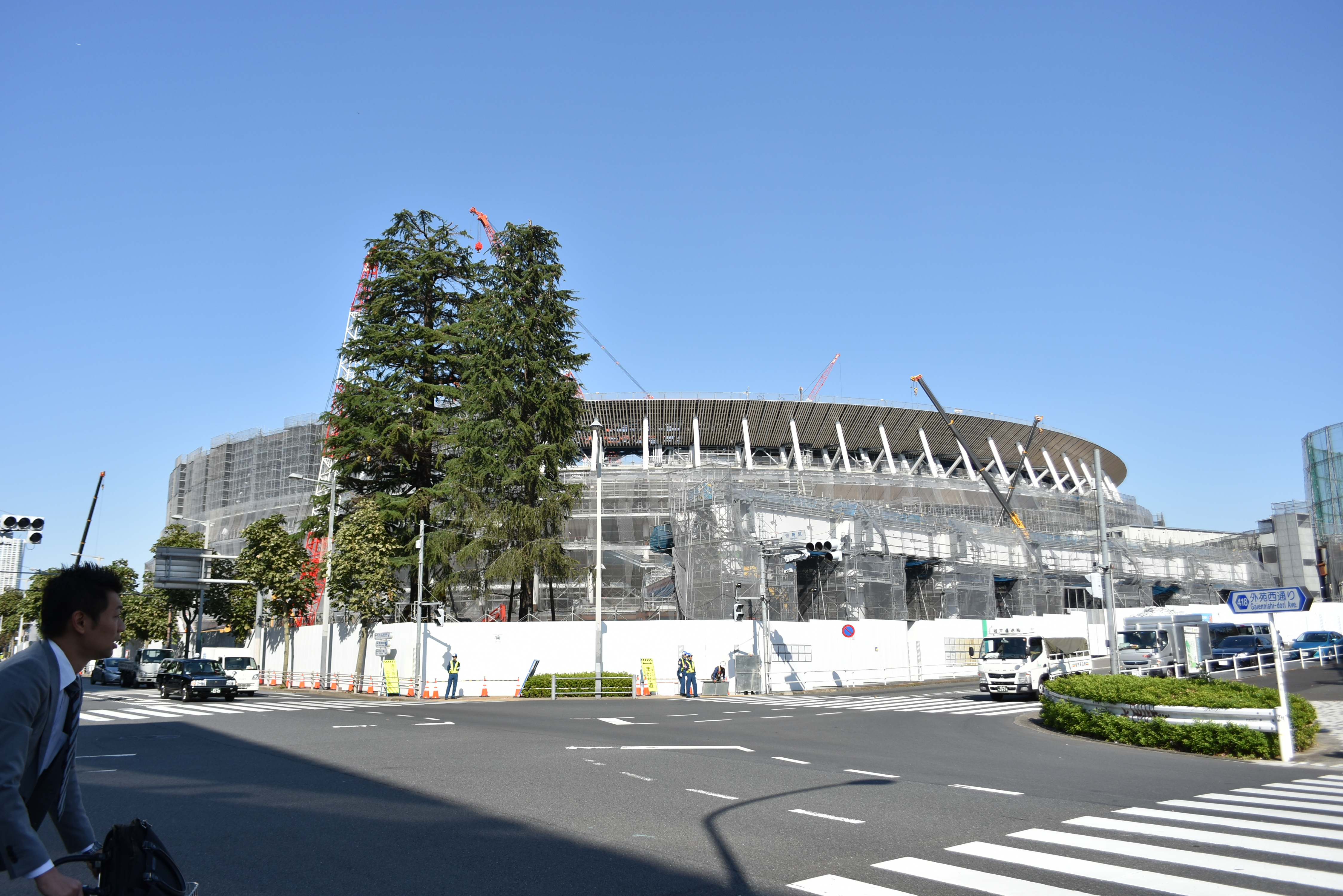
October 2018
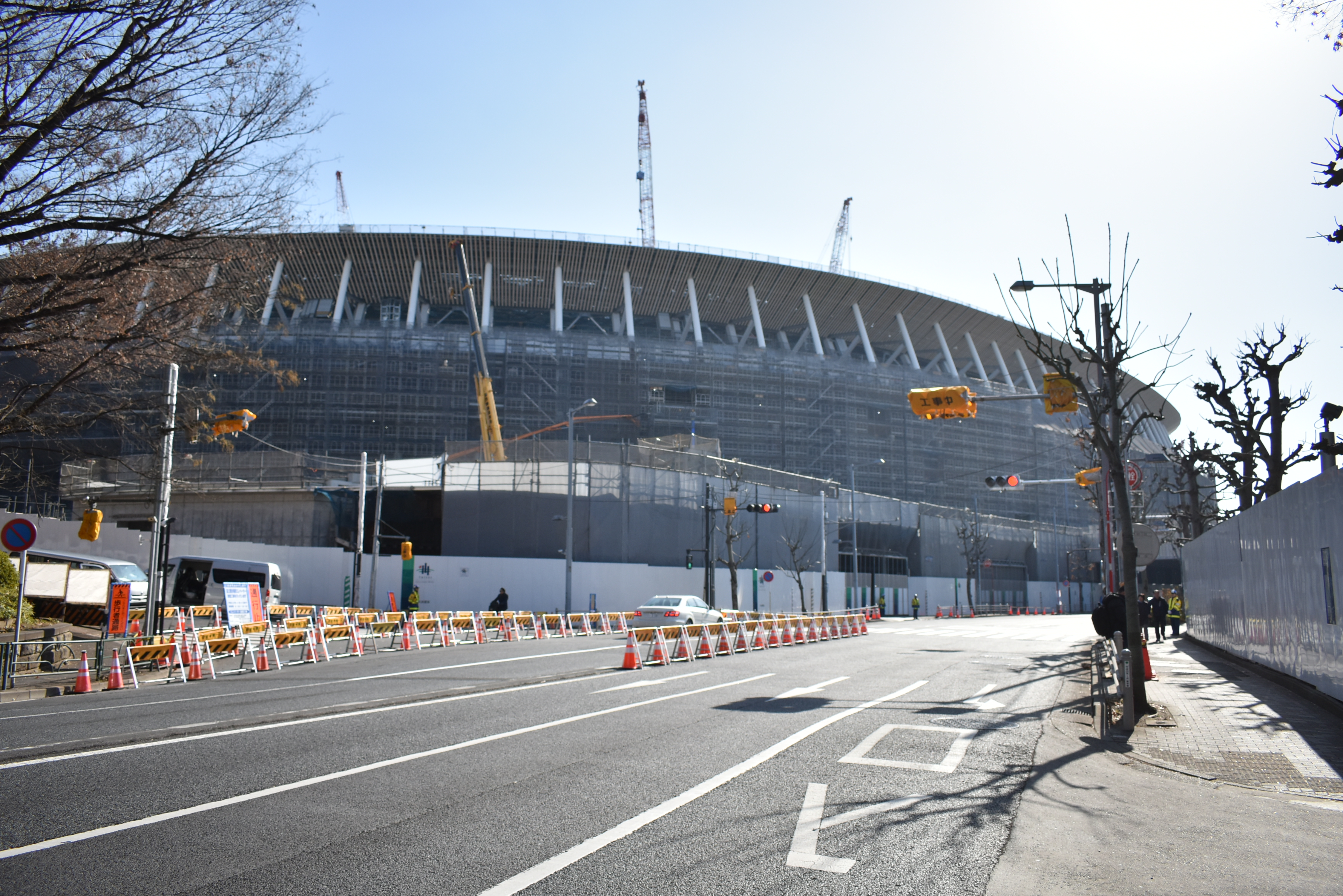
January 2019
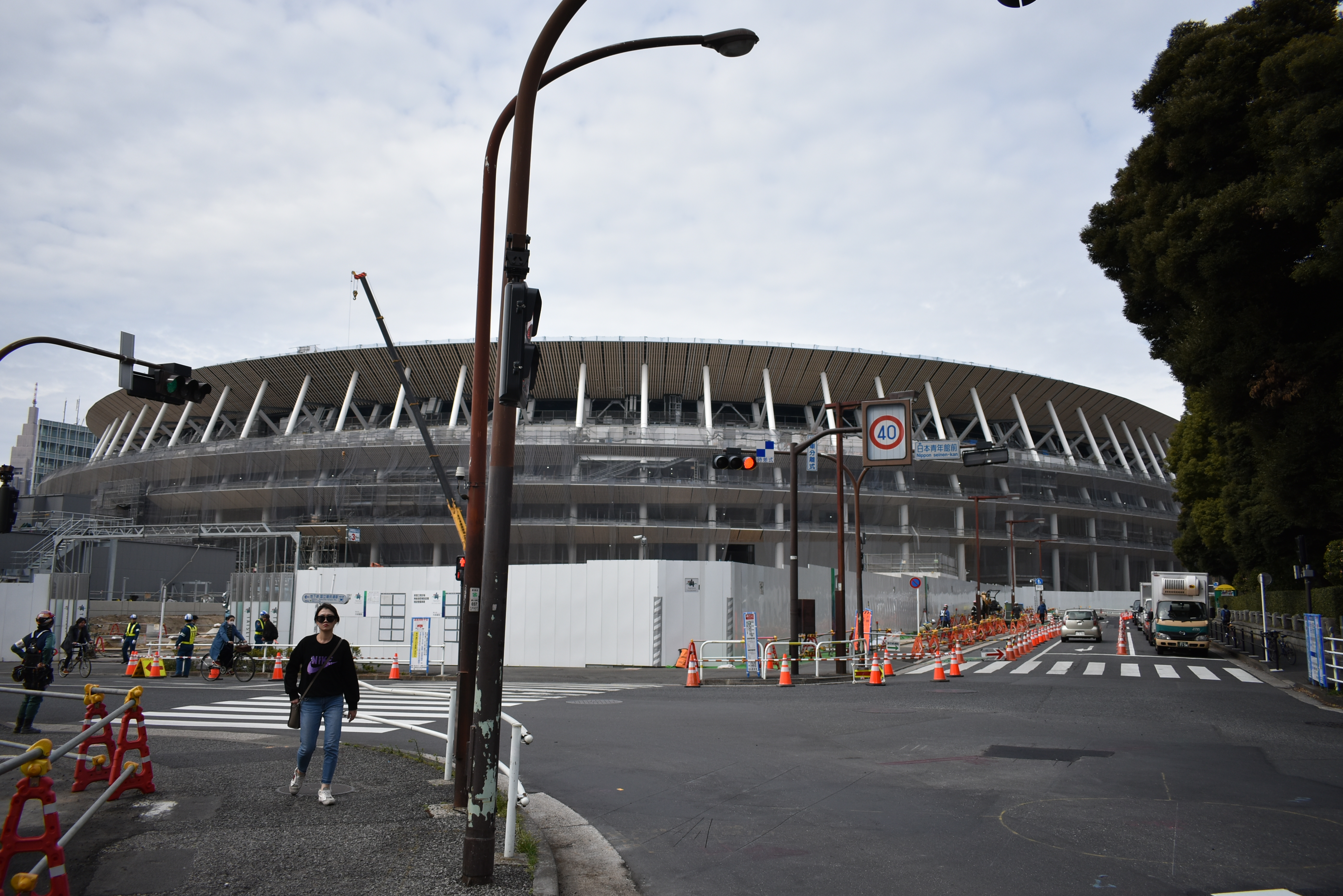
March 2019
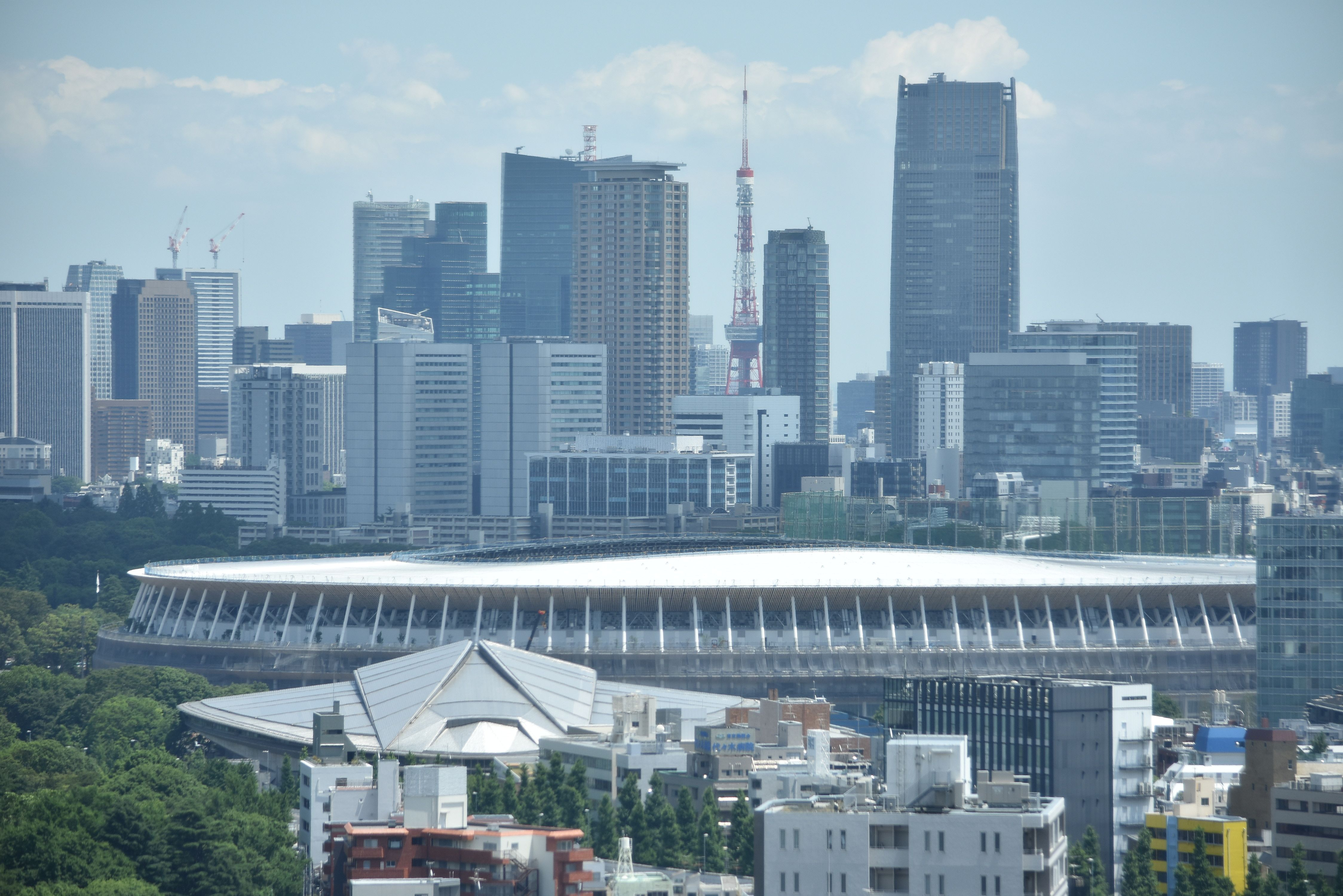
May 2019
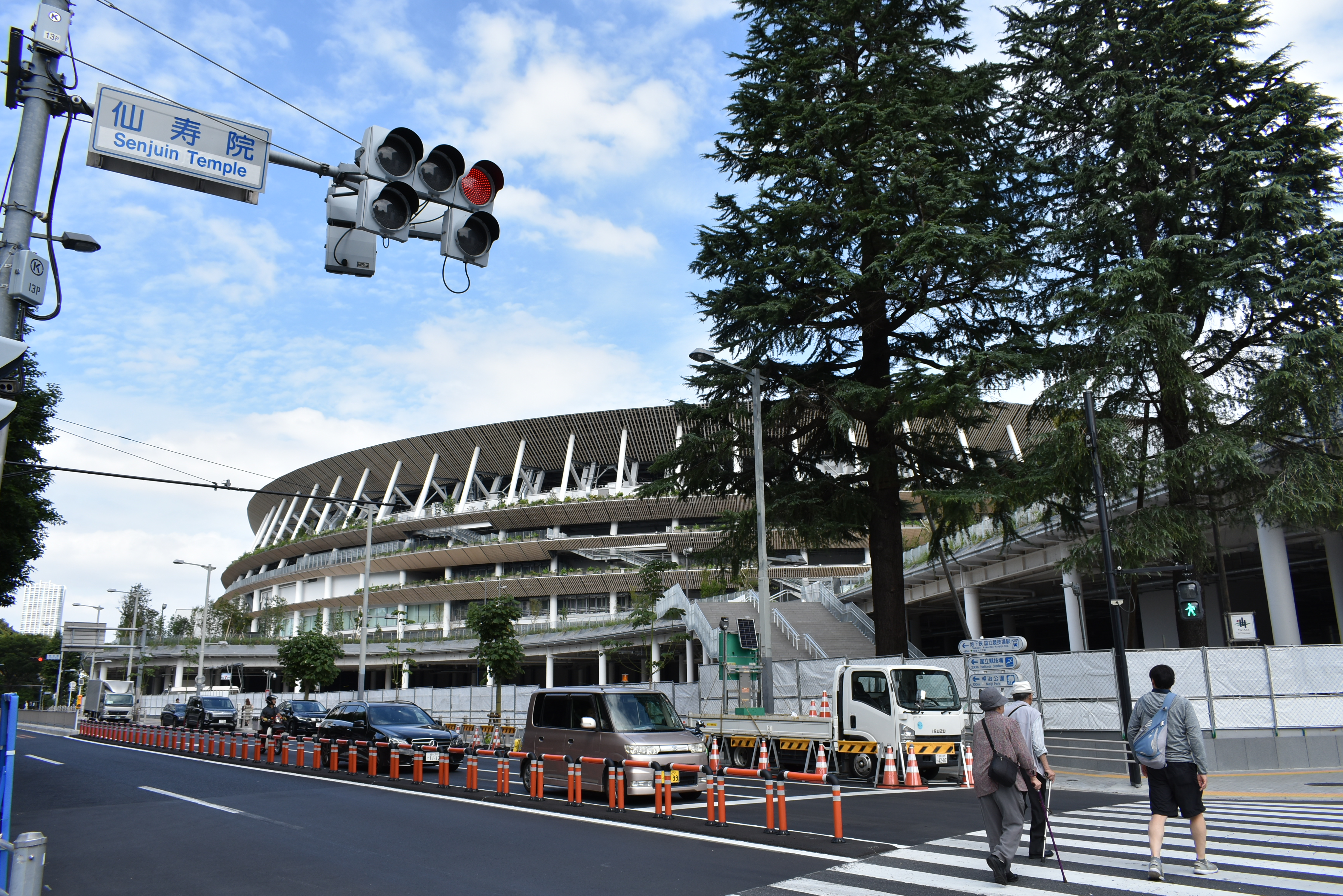
September 2019
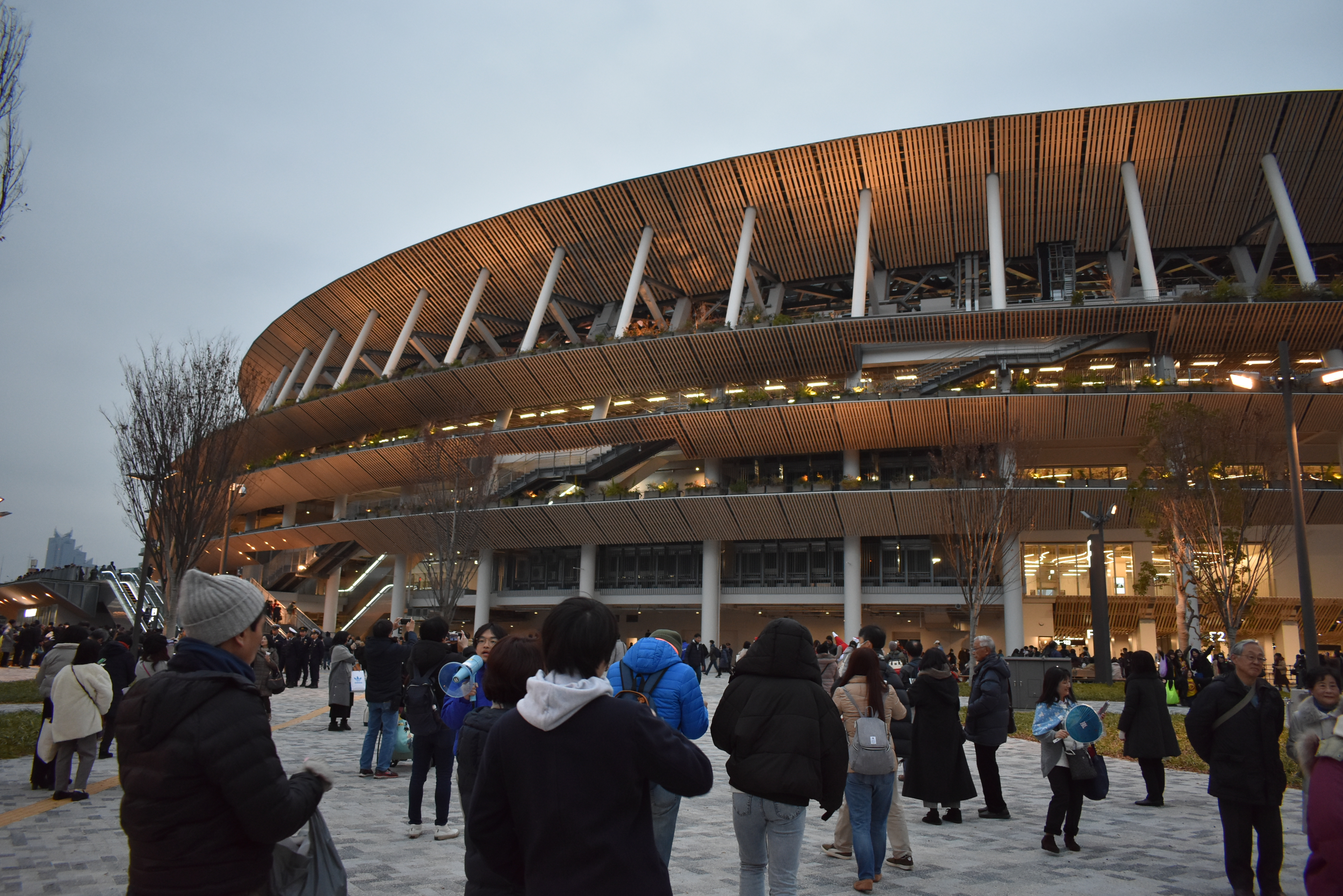
December 2019
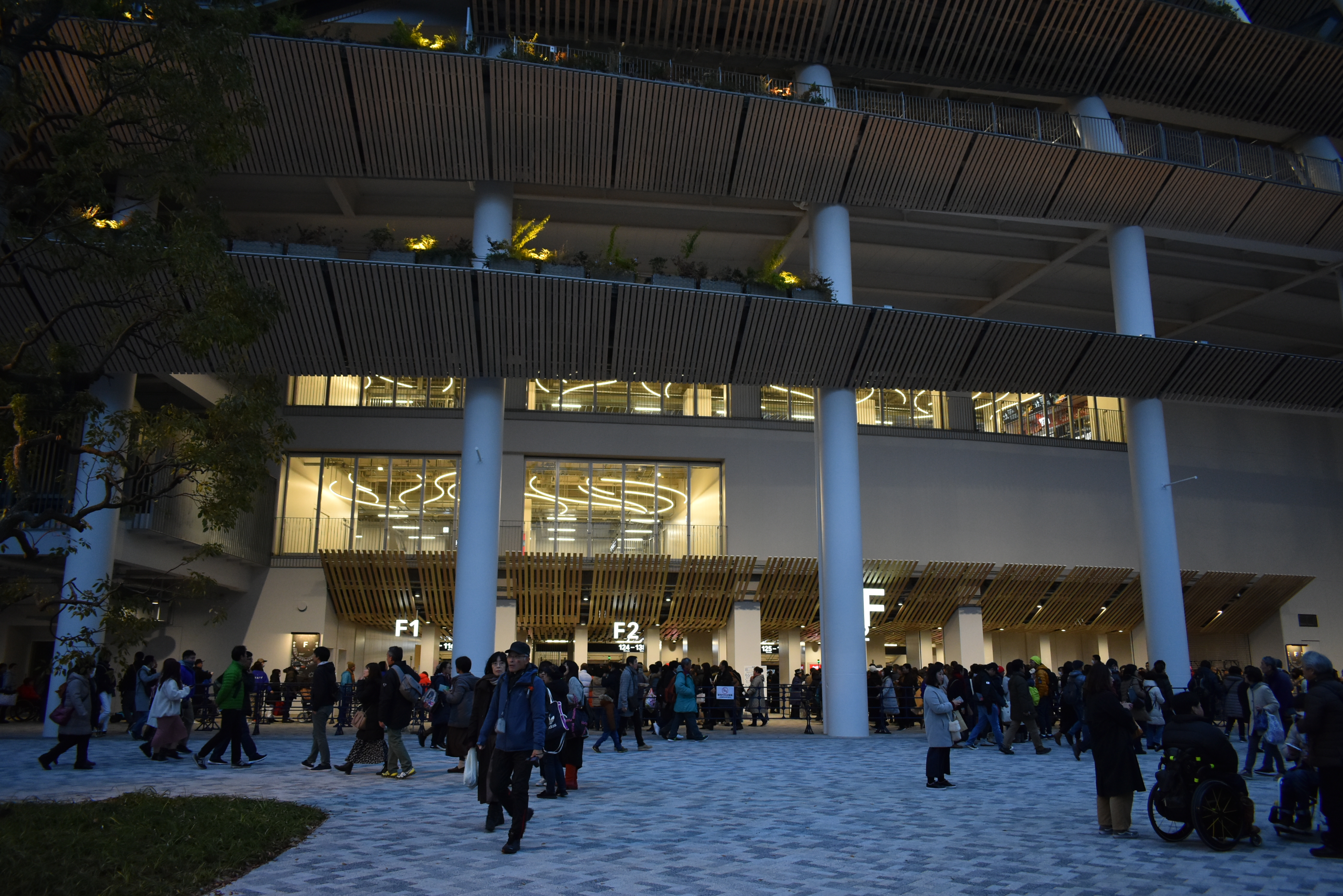
December 2019
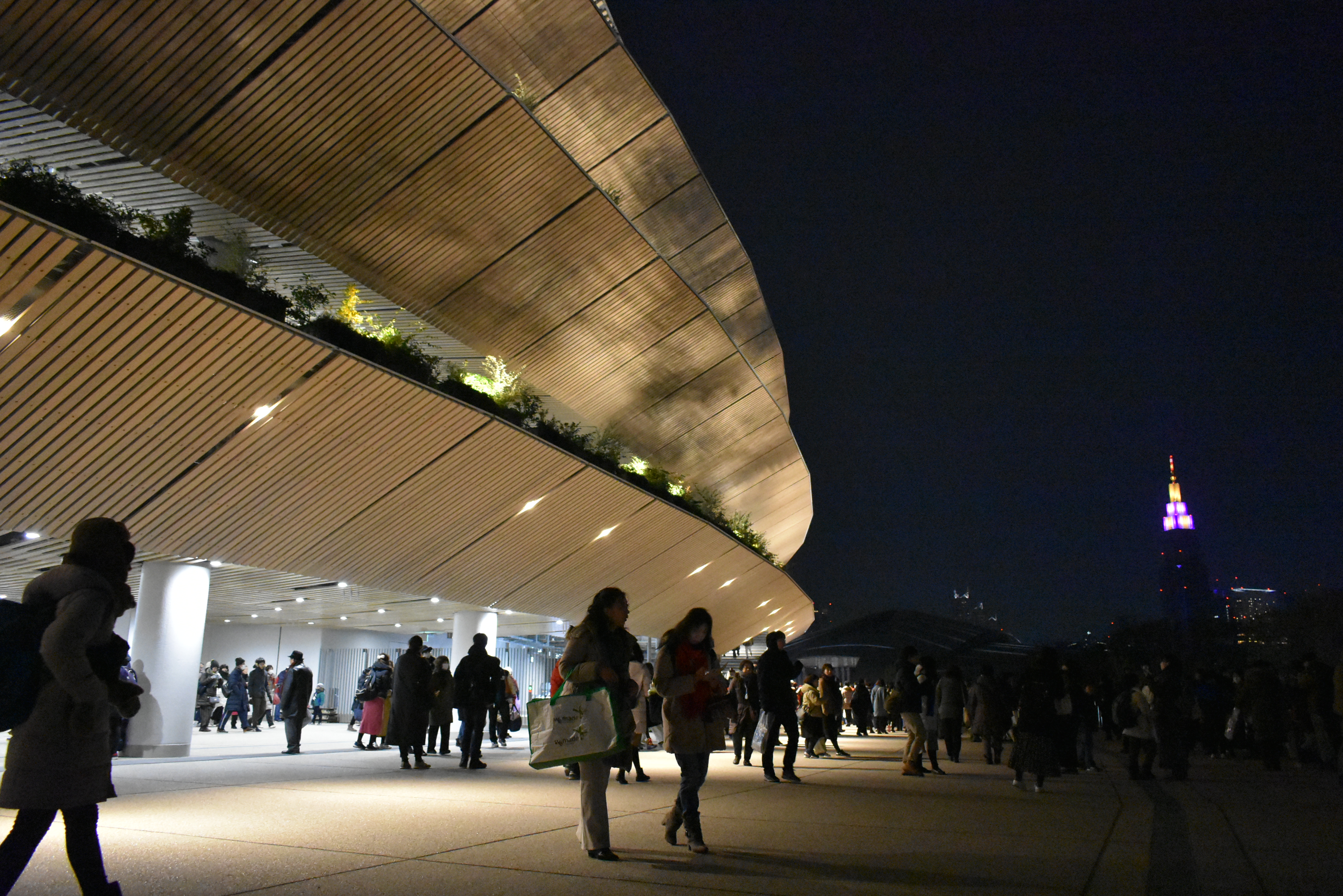
December 2019
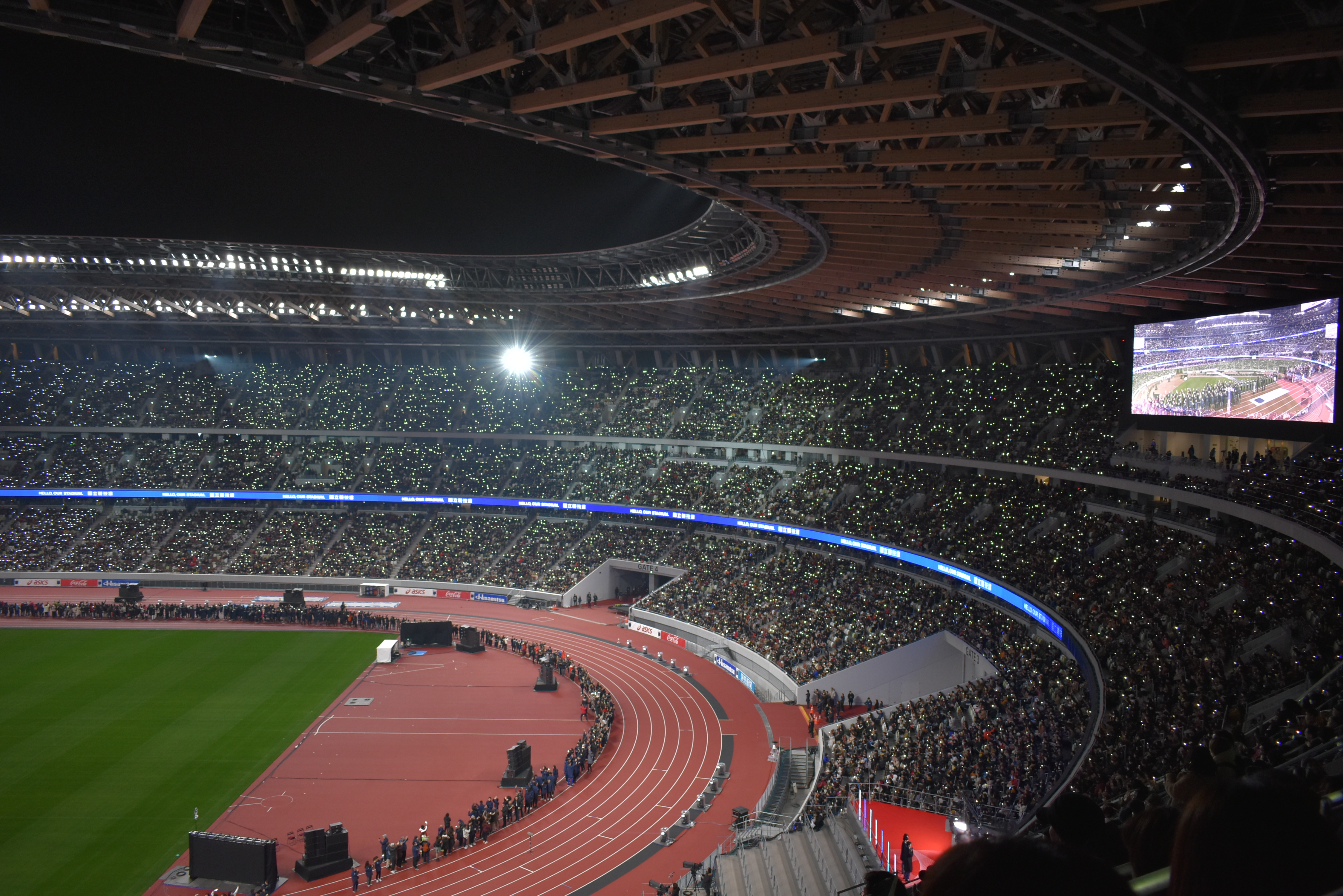
December 2019